# Ельген (селище)
Ельген (рос. Эльген) — селище в Ягоднинському районі Магаданської області.
Населення — 24 особи (2010).

## Географія
Географічні координати: 62°47' пн. ш. 150°41' сх. д. Часовий пояс — UTC+10.
Відстань до районного центру, селища Ягодне, становить 88 км, а до обласного центру — 611 км. Через селище протікають річки Таскан і Ельген.

## Історія
Назва селища походить від найменування річки, з якут. Элгээн — «озеро подовженої, овальної форми».
Радгосп на місці нинішнього селища був організований наприкінці 1934 року. У квітні 1935 були здані в експлуатацію 2 теплиці (корисна площа 400 м²), у травні 1935 — 160 м² парників. У червні 1935 року пророблені експериментальні посіви різних сільгоспкультур на площі близько 16 га. 1 січня 1935 року радгосп переведений на самостійний баланс.
На 25 травня 1952 року в таборі «Ельген» перебували 3370 ув'язнених, з них 3129 жінок. У 1955 році в Ельгенське відділення входили лагпункт «Ельген», «Ізвєстковий», «Молферма» і табвідрядження № 1 «Осінній» із загальною чисельністю в'язнів близько 900 осіб.
16 квітня 1957 року Севвостлаг був реорганізований. Ельгенський табір ліквідовано, а в радгоспі «Ельген» залишилися працювати лише вільнонаймані працівники.
У 1960-1980-х роках у радгоспі з'явилася потужна сільгосптехніка, було споруджено низку нових будівель, серед яких школа і дитячий садок. В Ельгені тоді проживало близько 1300 осіб.
Виправно-трудовий табір, який знаходився в селищі, детально описаний Євгенією Гінзбург в автобіографічному романі «Крутий маршрут». Вона кілька років працювала в таборі на різних роботах: на лісоповалі, сінокосі, у диткомбінат, на птахофермі і у лікарні. Про Ельген письменниця згадує так:
|  | Протягом семи років усе людиноненависницьке, усе сатанинське, усе смертоносне втілювалося для мене в цьому слові — Ельген. Оригінальний текст (рос.) В течение семи лет все человеконенавистническое, все сатанинское, все смертоносное воплощалось для меня в этом слове — Эльген. |

## Населення
За даними перепису населення 2010 року на території села проживало 24 особи. Частка чоловіків у населенні складала 66,7% або 16 осіб, жінок — 33,3% або 8 осіб.

## Відомі люди
- Гінзбург Євгенія Соломонівна (1904–1977) — радянська журналістка та мемуаристика, ув'язнена Ельгенського табору, автор мемуарів про своє заслання.
- Воронська Галина Олександрівна (1914–1991) — радянська письменниця, відома під псевдонімом Галина Нурмінен, ув'язнена Ельгенського табору (1937–1944)
- Суровцова Надія Віталіївна (1896–1985) — український громадський діяч і перекладачка, ув'язнена Ельгенського табору.